# Vidra, Vrancea
Vidra là một xã thuộc hạt Vrancea, România. Dân số thời điểm năm 2002 là 7452 người.